# Малоку, Наим
Наим Малоку (алб. Naim Maloku; 17 февраля 1958, Labljan, Печ) — косовский политик, бывший офицер Армии освобождения Косова (АОК). Член Ассамблеи Косова от партии Альянс за будущее Косова. 

## Биография
Он окончил Военно-техническую академию в Загребе (Хорватия) в звании лейтенанта и инженера химии в 1981 году. 
Малоку был офицером в югославской армии в Словении. В 1985 году, в качестве старшего офицера, он был приговорен Военным судом Сараево к 4,5 годам лишения свободы по политическим мотивам. После освобождения в 1988 году он покинул армию и возглавил Институт химического машиностроения в Словении, играл активную роль в албанской диаспоре. Владеет словенским и хорватским языками.
На президентских выборах 2008 года, был предложен его партией Альянс за будущее Косова в качестве кандидата на пост президента Республики Косово, впоследствии поддержан некоторыми другими небольшими партиями. Он получил 37 из 81 необходимых голосов в первом туре выборов, в то время как его оппонент, Фатмир Сейдиу, получил 62 голосов. Малоку окончательно проиграл Сейдиу, который получил 68 голосов в третьем туре.